# Seagram
La Seagram Company Ltd. era la più grande compagnia di distillazione al mondo e aveva sede a Montréal, Québec, Canada. Non più indipendente, la Seagram è stata acquistata da industrie del calibro della PepsiCo, dalla Diageo e dalla Pernod Ricard.

## Storia
La prima distilleria della Seagram fu fondata nel 1857 a Waterloo, nell'Ontario da Joseph E. Seagram. L'agenzia fu presto acquistata da Samuel Bronfman che fondò la Distillers Corporation Limited e mantenne la Seagram fino agli anni 20.
Nel 1928 la Distillers Corporation fu acquistata dall Joseph E. Seagram & Sons ma fu mantenuta dalla famiglia Bronfman. dopo la morte di Samuel Bronfman nel 1971, Edgar M. Bronfman divenne il possessore dell'industria. Nel 1981 la Segram fu divisa tra vari azionisti che ne acquistarono parti più o meno grandi.
Negli anni '90 la società si lancia nel mercato del intrattenimento acquisendo via via la Universal Pictures, la MCA Records, la PolyGram e la Deutsche Grammophon creando lo Universal Music Group che nel 2000 si è fuso con Vivendi. Nel 2001 la Coca-Cola Company acquistò l'intera industria dalla Pernod Ricard e Diageo (i più grandi azionisti del gruppo).

## Bevande
La Seagram attualmente produce i whisky Chivas Regal, Crown Royal, Canadian Club e VO e la Tropicana fruit juice.
Produceva il rum Captain Morgan (fino al 2001).

## Nelle arti
La sede newyorkese della società, il Seagram Building al 375 di Park Avenue, inaugurato nel 1958, fu progettato da Ludwig Mies van der Rohe, Philip Johnson, Ely Jacques Kahn e Robert Allan Jacobs, e costituisce un noto esempio di International Style. Per la sala del ristorante The Four Seasons al piano terra, furono commissionati a Mark Rothko i cosiddetti Seagram Murals realizzati tra il 1958 e il 1959, una parte dei quali costituisce oggi un'installazione permanente della galleria Tate di Londra.